# 피터 밀리건
피터 밀리건(영어: Peter Milligan, 1967년 8월 18일 ~ )은 영국의 만화가이다. 그는 닐 게이먼, 그랜트 모리슨과 함께 버티고 코믹스 '브리티시 인베이전' 팀의 일원으로, 80년대 초 《2000AD》지에 단편을 연재하여 작가 활동을 시작횄다. 이후 버티고의 모회사 DC 코믹스에서 《변형인간 셰이드》, 《휴먼 타깃》, 《이니그마》 등 사이키델릭하고 마이너한 분위기의 작품을 연재하여 팬층을 확보하는 데 성공했고, 이제는 마블과 DC를 오가며 독특한 작품들을 쓰고 있다.

## 저작

### DC 코믹스
| 제목        | 원제         | 이슈               | 연도    |
| ----------- | ------------ | ------------------ | ------- |
| 헬블레이저  | Hellblazer   | #250-300 애뉴얼 #1 | 2009-12 |
| 레드 랜턴스 | Red Lanterns | #1-20, #0          | 2011-13 |

### 마블 코믹스
| 제목            | 원제              | 이슈     | 연도    |
| --------------- | ----------------- | -------- | ------- |
| 엑스맨 (2부)    | X-Men             | #166-187 | 2005-06 |
| 베놈 vs. 카니지 | Venom vs. Carnage | #1-4     | 2007    |